# Spansk skovsnegl
Den spanske skovsnegl (Arion vulgaris, syn. Arion lusitanicus), også kaldet iberisk skovsnegl eller dræbersnegl, er en snegleart. Den spanske skovsnegl regnes for et skadedyr især i det nordlige Europa, fordi den i fugtige somre kan formere sig i stort tal. Populations-genetiske studier viser dog, at artens status som “invasiv” er omdiskuteret: mens nogle forskere finder klare genetiske tegn på en hurtig, menneskeskabt spredning mod øst og nord, argumenterer andre for, at arten kan være hjemmehørende i Centraleuropa og derfor ikke indført udefra.
Den kan forveksles med sort skovsnegl, kældersnegl (der har vandrette striber) og rød skovsnegl, der typisk er større og orange-rødlig, medens spansk skovsnegl oftest er brunrødlig.
På trods af, at man ikke ved hvor den spanske skovsnegl stammer fra, er den misvisende blevet kaldt spansk skovsnegl og iberisk skovsnegl, fordi man har troet at den stammede fra Den Iberiske Halvø.

## Udseende og levevis
Den spanske skovsnegl er slankere end sine Arion-artsfæller og kan nå en længde på 15 centimeter, men er oftest under 10 cm. Sneglens 'fodsål' set fra siden og nedefra synes "syet" fast på sneglens sider med "kastesting". Rød skovsnegl har en gul/orange slim, mens det hos den iberiske skovsnegl er mere klar.
Skovsneglen spiser levende planter, haveaffald og døde artsfæller – og bliver derfor også kaldt dræbersneglen. Tyskerne kalder den for "spansk vejsnegl", da den ofte bevæger sig langs veje. Selv om den som andre snegle trives bedst om natten, så foretrækker den åbent landskab. Den spanske skovsnegl kan huse sygdomsfremkaldende bakterier som fx salmonella og bør derfor håndteres med handsker.
Dør en skovsnegl, tager det ikke lang tid, før flere andre skovsnegle kommer og begynder at æde af den.
Den genetisk dokumenterede dominans af få, vidt udbredte haplotyper tyder på én eller få succesrige stamlinjer, der har udnyttet kulturlandskabets nye fødetilbud og transportveje.

## Udbredelse
Navnet "iberisk skovsnegl" er misvisende, da det med sikkerhed vides, at den ikke er fra Den Iberiske Halvø. Efter meget omhyggelige undersøgelser af skovsnegle i Portugal, hvor både kønsorganer og dna-profiler blev sammenlignet med andre snegle, kan man med sikkerhed sige, at der ikke er tale om samme art. Faktisk hersker der uenighed om artens oprindelse: Genetiske data tyder på, at A. vulgaris enten stammer fra et vest-/centraleuropæisk refugium eller er naturligt hjemmehørende i Centraleuropa. Studier afviser en iberisk oprindelse og fastholder, at navnet “spansk” er misvisende.
Kronologisk oversigt over udbredelse af Arion vulgaris i Europa. Første fund afspejler dog muligvis øget opmærksomhed frem for indvandring.
- Storbritannien - siden 1954[6] Senere spredning til Lincolnshire og West Norfolk distrikterne i 2014,[7][8]
- Frankrig - siden 1955[9]
- Schweiz - siden i hvert fald 1956[10]
- Italien - siden 1965[9]
- Bulgarien - siden 1966[11]
- Tyskland - siden 1969[12]
- Østrig - siden 1971[13]
- Belgien - siden 1973[12]
- Polen - siden 1985[12] eller siden 1996[9]
- Sverige - siden 1975[9] eller siden 1985[12]
- Norge - siden 1988[9][14]
- Finland - siden 1990[9]
- Den Tjekkiske Republik - siden 1991[12]
- Danmark - siden 1991[9] eller siden 2000[12]
- Slovakiet - siden 1992[11] etableret population[12]
- Færøerne - etableret population[12]
- Estland[11]
- Letland - etableret population[12]
- Litauen[11]
- Irland
- Ungarn - siden 2000[11]
- Slovenien
- Kroatien
- Serbien - siden 2002[11]
- Island - siden 2003
- Vestlige Ukraine - siden 2007[11][15]
- Rumænien - siden 2012[11]

## Naturlige fjender
Der findes dyr, som nogle gange spiser arten, såsom pindsvin, grævlinger, vildsvin, rovsnegle, samt visse fugle – specielt tam moskusand, indiske løbeænder, Rhode Island Red chicken, krage og solsorte. Nogle andre sneglearter, især plettet gråsnegl, spiser spansk skovsnegl og bør derfor ikke bekæmpes.

## Udbredelse
Genetiske gradienter understøtter den kronologiske liste: mitokondrie-diversiteten er lav, og nukleare markører viser et tydeligt fald i allel-rigdom fra Vest- mod Østeuropa, hvilket passer til en hurtig vest-østlig ekspansion. Samtidig bemærker Pfenninger m.fl., at denne østlige “front” også kan tolkes som bedre registrering snarere end reel spredning.